# Hylaeus longulus
Hylaeus longulus là một loài Hymenoptera trong họ Colletidae. Loài này được Pérez mô tả khoa học năm 1903.